# Caigua
Caigua – miasto w Wenezueli, w stanie Anzoátegui.